# Маршалл Холлоуей
Маршалл Глекер Холлоуей (англ. Marshall Glecker Holloway, 23 листопада 1912 — 18 червня 1991) — американський фізик, який працював у лабораторії Лос-Аламоса під час і після Другої світової війни. Був її представником і заступником наукового керівника під час ядерних випробувань операції «Кросроудс» на атолі Бікіні в Тихому океані в липні 1946 року. Холловей став головою відділу лабораторії W, відповідальної за розробку нової зброї. У вересні 1952 року йому було доручено розробку, виготовлення та випробування термоядерної зброї, широко відомої як воднева бомба. Кульмінацією цього стало випробування Айві Майк у листопаді того ж року.

## Раннє життя
Маршалл Глекер Холловей народився в Оклахомі 23 листопада 1912 року, але його родина переїхала до Флориди, коли він був молодим. Закінчив середню школу Хейнс-Сіті та вступив до Університету Флориди, який присудив йому ступінь бакалавра наук у галузі освіти в 1933 році та ступінь магістра наук з фізики в 1935 році. Продовжив навчання в Корнельському університеті, де написав докторську дисертацію про діапазон і специфічну іонізацію альфа-частинок.
22 серпня 1938 року Холловей одружився з Вільмою Шамель, яка працювала медичним технологом у Корнельському університеті. Під час пікніка біля водоспаду Тауганнок 3 червня 1940 року вона та аспірант Генрі С. Бірнбаум потонули, намагаючись врятувати двох жінок у воді. Жінок згодом врятували Жан Доу Бахер, дружина фізика Роберта Бахера, і Гелен Гехт, аспірантка, але тіла Вілми та Бірнбаума довелося дістати за допомогою гаків через два дні.

## Друга Світова війна

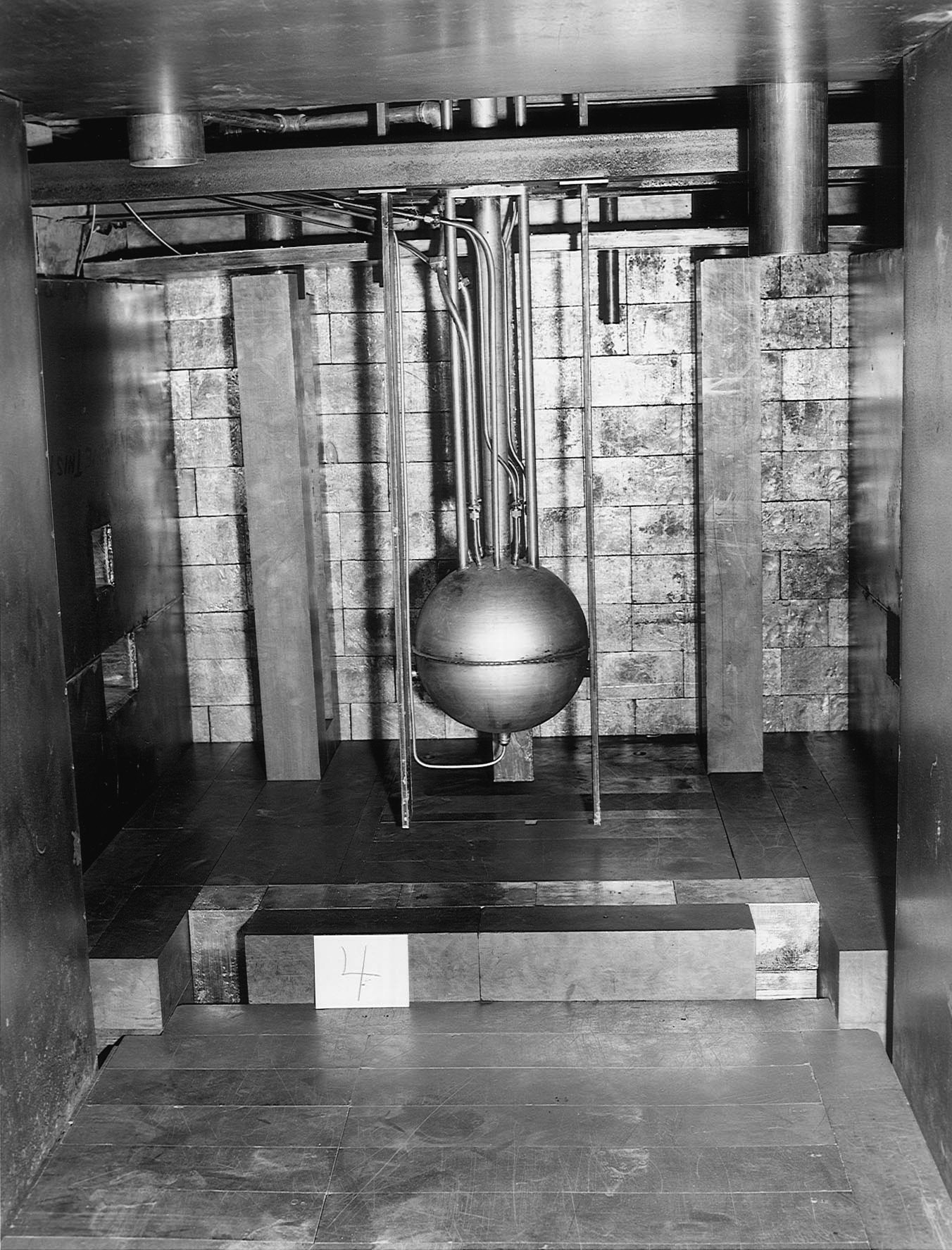
Водяний Бойлер, водяний гомогенний реактор у Лос-Аламоській лабораторії, був першим реактором, який використовує збагачений уран як паливо.

У 1942 році Холловей прибув до Університету Пердью за секретним завданням Манхеттенського проекту. Його завдання полягало в тому, щоб модифікувати тамтешній циклотрон, щоб допомогти групі, до якої входили Л.Д.П. Кінг, Ремер Шрайбер і деякі аспіранти, виміряти поперечний переріз злиття ядра дейтерію під час бомбардування ядром тритію з утворенням ядер 4
2He (альфа-частинка) і переріз взаємодії дейтерію з тритієм з утворенням 3
2He. Ці розрахунки були спрямовані на оцінку здійсненності термоядерної «Супер бомби» Едварда Теллера, а отримані звіти залишалися засекреченими протягом багатьох років.
Розрахунок перерізу термоядерного синтезу було завершено до вересня 1943 року, і група з Пердью переїхала до лабораторії Лос-Аламоса, де більшість із них, у тому числі Холловей, працювали над Водяним Бойлером, водним гомогенним реактором, призначеним для використання як лабораторний інструмент для перевірки розрахунку критичної маси та вплив різних матеріалів на відбивання нейтронів. Групу Водяного Бойлера очолював Дональд В. Керст з Університету Іллінойсу, група розробила та побудувала Водяний Бойлер, який досяг критичного стану в травні 1944 року під керівництвом Енріко Фермі після останнього додавання урану, збагаченого до 14% урану 235. Це був третій у світі реактор, але перший реактор, який використовував збагачений уран як паливо, використовуючи більшу частину світових запасів на той час, і перший реактор, який використовував рідке ядерне паливо у формі розчинного сульфат урану, розчиненого у воді.
Холлоуей вивчав безпеку бомби Малюк, зокрема, що станеться, якщо активний матеріал занурить у воду. Також брав участь в експериментах з вимірювання критичної маси плутонію. Які виявилися небезпечними, забравши життя Гаррі Дагліана та Луїса Слотіна після війни. Холлоуей був частиною «групи ями» Роберта Бачера, яка зібрала Гаджет для ядерного випробування Трініті, він допоміг Бачеру виготовити плутонієві півкулі бомби Товстун скинуту на Нагасакі.

## Подальше життя
Холловей залишився в Лос-Аламосі після закінчення війни в 1945 році. Був її представником і заступником наукового керівника під час ядерних випробувань операції «Кросроудс» на атолі Бікіні в Тихому океані в липні 1946 року, коли атомні бомби випробовувалися проти ряду військових кораблів. Холловей став головою відділу W лабораторії, відповідального за розробку нової зброї.
Національна лабораторія Лос-Аламоса продовжувала дослідження термоядерної зброї протягом багатьох років після роботи Холловея в 1942 і 1943 роках, а в 1951 році Комісія з атомної енергії, яка замінила Манхеттенський проект у 1947 році, наказала лабораторії продовжити роботу з проектуванням, створенням і випробуванням термоядерної зброї, широко відомої як воднева бомба. Директор лабораторії Норріс Бредбері призначив Холловея відповідальним за програму створення водневої бомби.